# Финляндия на летних Олимпийских играх 2000
Финляндия принимала участие в Летних Олимпийских играх 2000 года в Сиднее (Австралия) в двадцать первый раз за свою историю, и завоевала две золотые, одну серебряную и одну бронзовую медали. Сборную страны представляли 40 мужчин и 30 женщин.

## Медалисты
| Медаль  | Спортсмен               | Вид спорта      | Дисциплина                                               |
| ------- | ----------------------- | --------------- | -------------------------------------------------------- |
| Золото  | Арси Харью              | Лёгкая атлетика | Мужчины, толкание ядра                                   |
| Золото  | Томас Юхансон Юрки Ярви | Парусный спорт  | Класс «49er»                                             |
| Серебро | Юха Хирви               | Стрельба        | Мужчины, малокалиберная винтовка из трёх положений, 50 м |
| Бронза  | Марко Юли-Ханнуксела    | Борьба          | Мужчины, греко-римская борьба, до 76 кг                  |

## Состав Олимпийской сборной Финляндии

### Велоспорт

#### Трековый велоспорт
Всего спортсменов — 1
Победители определялись по результатам одного соревновательного дня. В гите победителей определяли по лучшему времени, показанному на определённой дистанции, а в гонке по очкам и мэдисоне по количеству набранных баллов.
Женщины
| Спортсмен    | Соревнование | Результат       | Место |
| Спортсмен    | Соревнование | Время Очки      | Место |
| ------------ | ------------ | --------------- | ----- |
| Мира Касслин | Гит с места  | 37,145 (+3,005) | 17    |

### Дзюдо
Спортсменов — 1
Соревнования по дзюдо проводились по системе на выбывание. В утешительные раунды попадали спортсмены, проигравшие полуфиналистам турнира. Два спортсмена, одержавших победу в утешительном раунде, в поединке за бронзу сражались с проигравшими в полуфинале.
Женщины
| Спортсмен    | Категория | 1/16                                  | 1/8                | Четвертьфиналы     | Полуфиналы         | Первый доп. раунд  | Утешительный четвертьфинал | Утешительный полуфинал | За 3 место Финал   | Место |
| Спортсмен    | Категория | Соперник Результат                    | Соперник Результат | Соперник Результат | Соперник Результат | Соперник Результат | Соперник Результат         | Соперник Результат     | Соперник Результат | Место |
| ------------ | --------- | ------------------------------------- | ------------------ | ------------------ | ------------------ | ------------------ | -------------------------- | ---------------------- | ------------------ | ----- |
| Марит Каллио | до 48 кг  | Адриана Лосада (MEX) пор. 0010 — 1001 | Не прошла          | Не прошла          | Не прошла          | Не прошла          | Не прошла                  | Не прошла              | Не прошла          | 18    |

### Плавание
Спортсменов — 4
В следующий раунд на каждой дистанции проходили лучшие спортсмены по времени, независимо от места занятого в своём заплыве.
Мужчины
| Спортсмен    | Соревнование   | Предварительные заплывы | Предварительные заплывы | Полуфиналы | Полуфиналы | Финал     | Финал     |
| Спортсмен    | Соревнование   | Результат               | Место                   | Результат  | Место      | Результат | Место     |
| ------------ | -------------- | ----------------------- | ----------------------- | ---------- | ---------- | --------- | --------- |
| Ярно Пихлава | 100 м брасс    | 1:02,21                 | 12                      | 1:01,92    | 11         | Не прошёл | Не прошёл |
| Яни Сивинен  | 400 м комплекс | 4:25,16                 | 27                      |            |            | Не прошёл | Не прошёл |

Женщины
| Спортсменка     | Соревнование      | Предварительные заплывы | Предварительные заплывы | Полуфиналы | Полуфиналы | Финал     | Финал     |
| Спортсменка     | Соревнование      | Результат               | Место                   | Результат  | Место      | Результат | Место     |
| --------------- | ----------------- | ----------------------- | ----------------------- | ---------- | ---------- | --------- | --------- |
| Мария Пярссинен | 100 м баттерфляем | 1:01,94                 | 33                      | Не прошла  | Не прошла  | Не прошла | Не прошла |
| Ану Койвисто    | 100 м на спине    | 1:03,44                 | 23                      | Не прошла  | Не прошла  | Не прошла | Не прошла |

### Прыжки в воду
Спортсменов — 2
В индивидуальных прыжках в предварительных раундах складывались результаты квалификации и полуфинальных прыжков. По их результатам в финал проходило 12 спортсменов. В финале они начинали с результатами полуфинальных прыжков.
Мужчины
| Спортсмен     | Соревнование | Квалификация | Квалификация | Полуфинал | Полуфинал | Всего     | Финал     | Финал     | Всего  | Место |
| Спортсмен     | Соревнование | Очков        | Место        | Очков     | Место     | Всего     | Очков     | Место     | Всего  | Место |
| ------------- | ------------ | ------------ | ------------ | --------- | --------- | --------- | --------- | --------- | ------ | ----- |
| Юкка Пикканен | трамплин     | 373,41       | 20           | Не прошёл | Не прошёл | Не прошёл | Не прошёл | Не прошёл | 373,41 | 20    |
| Юна Пухакка   | трамплин     | 332,58       | 30           | Не прошёл | Не прошёл | Не прошёл | Не прошёл | Не прошёл | 332,58 | 30    |